# Gunnar Krig
Gunnar Alfred Krig är en rubiks kub lösare som slog världsrekord 1990-talet.
född 9 februari 1984 i Norrköping, är en före detta svensk mästare i att snabbt lösa Rubiks kub. 
Gunnar Krig vann SM-tävlingarna i Rubiks Kub 2008 och 2009.  
2017 är Gunnar Krig rankad 20 i Sverige och med ett tävlingsrekord från 2014 med originalkuben (3×3) på 8,38 sekunder har han den 12:e snabbaste tiden i Sverige.